# Bulbophyllum parvum
Bulbophyllum parvum är en orkidéart som beskrevs av Victor Samuel Summerhayes. Bulbophyllum parvum ingår i släktet Bulbophyllum och familjen orkidéer.
Artens utbredningsområde är Sierra Leone. Inga underarter finns listade i Catalogue of Life.